# Bacteria obtusa
Bacteria obtusa är en insektsart som beskrevs av Ludwig Redtenbacher 1908. Bacteria obtusa ingår i släktet Bacteria och familjen Diapheromeridae. Inga underarter finns listade.